# Тора

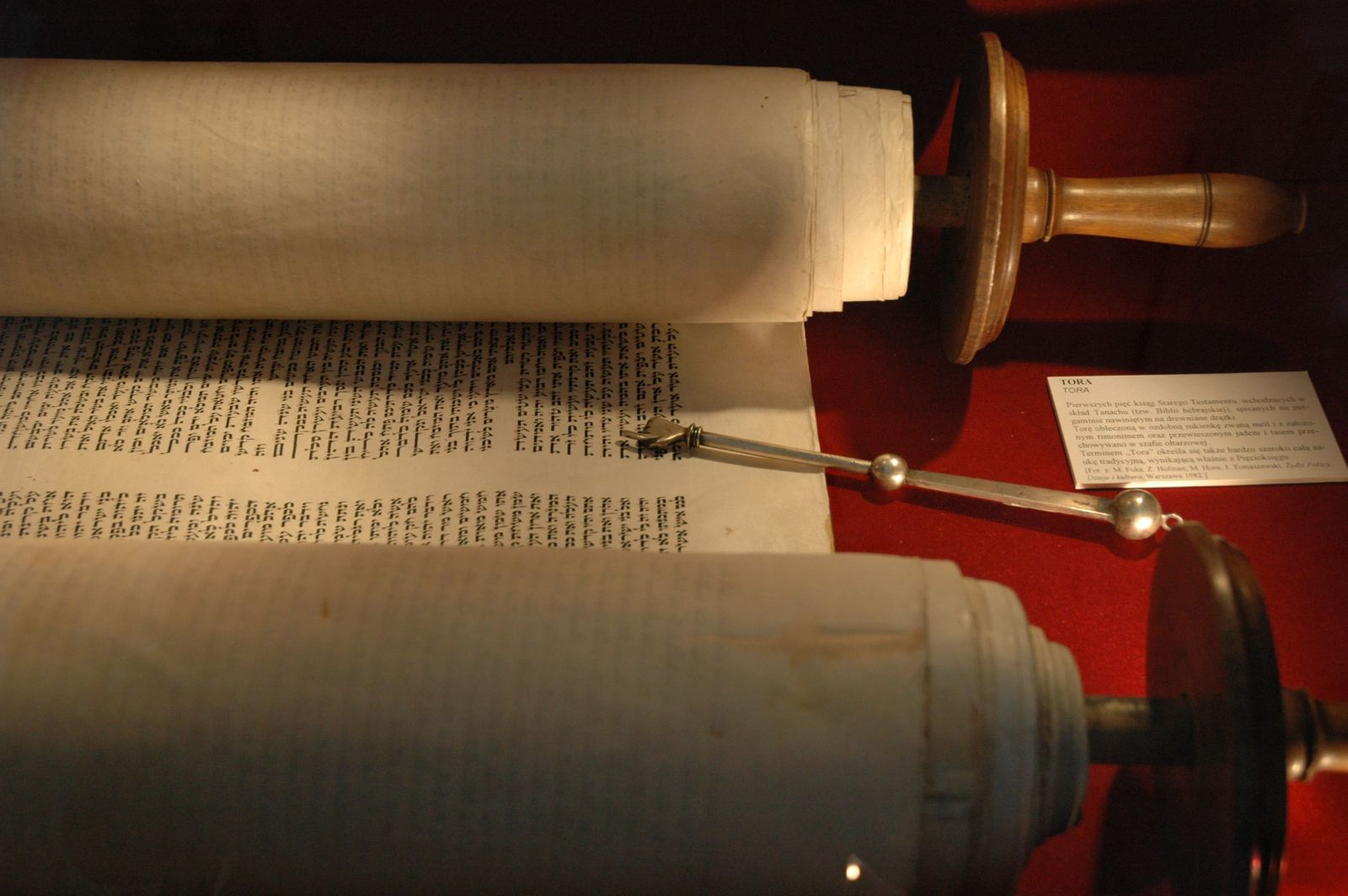
Свиток Торы, открытый для публичного чтения в синагоге

То́ра (др.-евр. תּוֹרָה‬ [ˈtorə], дословно — «закон») — основная священная книга в иудаизме, часть еврейской Библии, Танаха. В широком смысле Тора — вся совокупность еврейского традиционного закона — от Библии до последних галахических нововведений.
Традиционно слова Торы написаны на свитке на древнееврейском языке. Часть Торы публично читается не реже одного раза в три дня на собраниях общины. Публичное чтение Торы является одной из основ еврейской общинной жизни.
Впервые разделение Танаха на три части (Тора, Невиим, Ктувим) сделано в трактате «Соферим», относящемся к VIII веку. Впоследствии из акронима трёх разделов (Т, Н, Х) сложилось привычное сегодня название сборника еврейских священных текстов (Танах).
Также существуют устная Тора, которая служит дополнением к письменной Торе, являясь её толкованием, и Самаритянская Тора.

## Определения термина
- «Торой» называют Пятикнижие Моисеево (греч. πεντάτευχος), или Кни́ги Моисе́евы, причём как сам текст, так и печатные или рукописные экземпляры (свитки).
- В самом Пятикнижии «Торой» часто называется отдельное предписание Бога, отдельные заповеди или совокупность законов, относящихся к тому или иному предмету, например «закон (Тора) всесожжения» (Лев. 6:9), «закон (Тора) о жертве повинности» (Лев. 7:1).
- Слово «Тора» встречается также в смысле поучения или родительского наставления (Прит. 1:8).
- Дальнейшее расширение значения произошло с различением Письменного Закона (Тора ше-би-хтав) и Устного Закона (Тора ше-бе-аль пе), встречающееся в Пятикнижии мн. торо́т было интерпретировано как относящееся к этим двум сферам Божественного откровения, которые традиционно рассматриваются как данные Моисею на горе Синай.
- В самом широком смысле «Торой» называют всю совокупность иудейского традиционного закона и подразделяют на Письменную Тору (Моисеево Пятикнижие, Хумаш) и Устную Тору (в настоящее время записанную в Мишне и Талмуде).

## Происхождение Торы
Согласно традиционной иудаистской точке зрения, текст Торы был записан Моисеем со слов Всевышнего. Существует, однако, разногласие по поводу того, была ли записана вся Тора в течение сорока дней на горе Синай, или она писалась в течение сорока лет пребывания еврейского народа в пустыне и была завершена незадолго до смерти Моисея.
Согласно мнению рабби Йехуды в Талмуде, последние строки Второзакония, в которых описывается смерть Моисея, были записаны Иисусом Навином. Многие[кто?] авторитеты, однако, не согласны с этой точкой зрения, поскольку считается[кем?], что Тора по своему уровню святости соответствует только пророческому дару Моисея и никого другого из пророков, живших после него.
Маймонид в своей формулировке символа веры подчёркивал:
Верую полной верой, что вся Тора, находящаяся ныне в руках наших, — это [Тора], данная учителю нашему Моше (да пребудет он в мире).
Верую полной верой, что Тора эта не будет заменена и что не будет другой Торы от Творца (благословенно Имя Его).
По его мнению, отражающему официальную позицию иудаизма, эти два пункта являются одними из важнейших в мировоззрении иудея.

## Комментарии к Торе

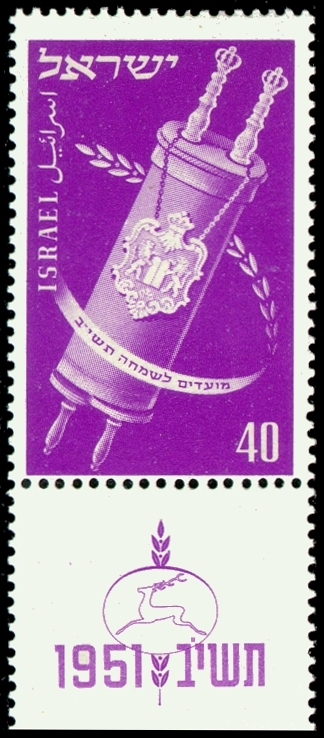
Свиток Торы на почтовой марке Израиля, 1951

В связи с тем, что текст Торы, а также её истинный смысл достаточно труден для понимания (в том числе даже для изучающих её людей), на протяжении веков мудрецы пытались комментировать отдельные её положения для остальных людей. Некоторые комментаторы, например, Раши, подготовили комментарии практически к каждому предложению Письменной Торы. Кроме того, по данным традиции, Моисей на горе Синай вместе с письменной Торой получил и устную, которая раскрывает глубинный, скрытый смысл, дополняет письменную и объясняет то, что там недосказано.
Многие поколения Устная Тора передавалась лишь в виде устного предания из поколения в поколение, пока не была записана во II веке н. э. в виде Мишны, а позднее — в Гемаре, которые вместе составляют Талмуд.
Современные издания Талмуда включают комментарии многих выдающихся мудрецов Торы из разных поколений, от гаонов (раннее Средневековье) до XVII века.
Другая часть комментариев вошла в Мидраш. Есть мидраши на книги Бытие (Берешит Рабба), Левит (Ваикра Рабба), Исход (Шемот Рабба).
Существует также Тосефта — пояснения и дополнения к Мишне.

### Пшат и драш
- Пшат (פְּשָׁט‎) — буквальное толкование смысла библейского или талмудического текста[12].
- Драш (דְּרָשׁ‎, также друш, דְּרוּשׁ‎) — толкование библейского или талмудического текста посредством совмещения логических и софистических построений[13].

Еврейские комментаторы Торы выделяют в её тексте несколько слоёв. Первый и самый внешний называется пшатом — то есть простой, прямой смысл. Второй — ремез («намёк») — «смысл, извлекаемый с помощью намёков, содержащихся в тексте; соотнесение одного фрагмента с другими по аналогичным местам». Более глубинный — драш («смысл») и есть смысл.
Самый сокровенный — сод («тайна») — каббалистический смысл текста, доступный лишь избранным, познавшим все другие смыслы. Мы интуитивно узнаём еврейский текст потому, что там, так или иначе, присутствуют все перечисленные смыслы.

## Заповеди, связанные с Торой

### Свиток Торы
Сефер-Тора (סֵפֶר תּוֹרָה‎ — «Книга Закона») — пергаментный свиток с текстом Торы, используемый главным образом для чтения в синагоге (см. недельная глава), является наиболее священным предметом еврейского религиозного культа. Для хранения используется футляр из ткани или дерева, а сам свиток хранится в особом шкафу (арон кодеш), помещённом на центральном месте в синагоге.

### Заповеди, связанные со свитком Торы
- Согласно Талмуду[16], Библия предписывает, чтобы каждый еврей владел свитком Торы[17]. Даже если еврей унаследовал свиток Торы от отца, он тем не менее обязан иметь свой собственный свиток[16]. Еврей может заказать свиток Торы у писца или купить готовый свиток, однако «тот, кто пишет Тору сам, как бы получил её на горе Синай»[18]. Согласно Талмуду, тот, кто исправил хотя бы одну букву в свитке Торы, как бы написал весь свиток[18], из чего развился обычай, который наделяет каждого еврея правом символически исполнить заповедь написания собственного свитка Торы. Писец пишет первый и последний параграфы в свитке только контуром, и работа завершается церемонией сиюм тора («Завершение Торы»), на которой каждый из присутствующих удостаиваются чести обвести одну из букв по контуру или формально поручить писцу сделать это от его имени.
- Со свитком Торы следует обращаться с особым почтением и благоговением[19]. Когда свиток Торы выносят из синагоги, следует вставать[20]; вошло в обычай благоговейно кланяться или целовать футляр Торы, когда свиток проносят рядом. К пергаменту запрещено прикасаться руками[21], поэтому при чтении свитка пользуются особой указкой (яд).
- Свиток Торы можно продавать только в том случае, если нельзя иначе приобрести средства на женитьбу, учёбу[22] или выкуп пленных. Если свиток случайно упал на пол, община обязана поститься на протяжении всего этого дня. Ради спасения свитка Торы и даже синагогального ковчега разрешено и даже предписано нарушить субботу[23]. Перед чтением Торы у сефардов и после чтения у ашкеназов раскрытый свиток торжественно поднимают вверх (хагбаа), показывая его всей общине, которая при этом произносит: «Вот закон, который предложил Моисей сынам Израилевым (Втор. 4:44) по повелению Господа через Моисея».

## Чтение Торы
Впервые публичное чтение священного текста упоминается в книге Исход: «…и взял (Моисей) книгу завета и прочитал вслух народу и сказали они: Всё, что сказал Господь, сделаем и будем послушны» (Исх. 24:7). Следующее упоминание о публичном чтении священного текста появляется в связи с реформой царя Иосии (Иошияху) в 622 году до н. э. (4 Цар. 22:8 — 23:3; 2Пар. 34:14—33). Здесь употребляется название «Книга Торы», и контекст упоминания позволяет предположить, что речь идёт не о Пятикнижии в целом, а лишь об одной из его книг — о Второзаконии. Точно так же, когда в литературе периода Вавилонского пленения говорится о «Книге Торы» или о «Книге Моисея», контекст может свидетельствовать о том, что подразумевается книга Второзаконие. В самом Пятикнижии название «Книга Торы» встречается только во Второзаконии и всегда подразумевает само Второзаконие.

### Изучение Торы
Изучение Торы является одной из основ иудаизма. Первостепенная важность изучения Торы многократно подчёркивалась авторитетами иудаизма, например:
- «Изучение Торы равноценно использованию всех остальных заповедей, вместе взятых» (Шнеур Залман из Ляд).
- «Даже под страхом смерти мы не можем прекратить изучать Тору» (Рабби Акива).

Изучение включает в себя две повелевающие заповеди — изучать Тору самому и почитать обучающих ей и знающих её.
Заповедь изучения Торы касается каждого еврея, независимо от общественного и материального положения. Каждому рекомендуется установить постоянное время после молитвы для самостоятельного изучения Торы. При совершенной невозможности самостоятельного изучения следует максимально поддерживать тех, кто учится. В таком случае заповедь будет считаться исполненной.
Традиционно, изучение Торы вменялось в обязанность мужчинам, однако женщинам также рекомендуется изучать разделы Торы, относящиеся к практическому исполнению заповедей.
Кроме традиционного метода изучения в синагогах, существует ещё несколько других методов:
- Хаврута — изучения Торы и Талмуда в парах, когда один учащийся дополняет другого, и они вместе обсуждают. Это один из известнейших методов. Им в своё время обучались многие мудрецы Торы, мнения которых потом вошли в Талмуд.
- Гематрия — изучения Торы путём применения толкований слова или группы слов по числовому значению составляющих их букв или путём замены одних букв другими по определённой системе. Гематрия служит также для замещения числа словом или группой слов, в которых числовое значение букв по сумме равно этому числу. Является одним из классических методов каббалистики.

## В исламе
В исламе Тора называется «Тауратом» (араб. توراة‎). Таурат считается Священным писанием, ниспосланным Аллахом пророку Мусе. Таурат упоминается в Коране почти всегда вместе с Инджилем. Согласно Корану, Инджиль подтвердил правильность сказанного в Таурате, а Коран подтверждает правильность Таурата и Инджиля.
Согласно исламу, пророки судили верующих по Таурату, а затем раввины и книжники стали судить по нему. Однако раввины и книжники запомнили только часть Таурата, исказили его и приписали ему несуществующие запреты. В спорах пророка Мухаммада с иудеями Таурат привлекается свидетелем в пользу пророка. Цитаты из Таурата в Коране иногда почти совпадают, иногда отдалённо напоминают Забур. В хадисах сохранились и следы полемики первых мусульман с иудеями.
В исламском предании имеются сведения о том, что Таурат состоял из 40 частей (джузов), а в каждой части было 1000 аятов. Полностью наизусть Таурат знали только Муса, Харун, Юша ибн Нун, Узайр и Иса ибн Марьям. Исламское предание также сообщает о том, что оригинал Таурата был сожжён и утерян во время завоевания Иерусалима Навуходоносором. Оставшиеся отдельные повествования перемешались с иудейской народной традицией и, спустя много веков, были собраны в единую книгу. Эту книгу мусульмане не считают оригиналом Таурата, принесённого пророком Мусой. По учению ислама, после ниспослания Корана религиозные положения, которые содержались в Таурате, были Аллахом полностью отменены.
Средневековые исламские богословы широко использовали тексты современной Торы для комментирования коранических рассказов о библейских персонажах. Примерно с IX века исламские богословы начали приводить тексты современной Торы, которые мусульмане считают пророчеством о Мухаммаде. Обычно они ссылались на Быт. 16:9—12, 17:20, 21:21, Втор. 18:18, 33:2, 12.

## Переводы Торы
На русский язык
- Перевод «Мосад рав Кук» под ред. Давида Иосифона, 1975 — масоретский текст Танаха с параллельным русским переводом. On-line издание 2006 года .pdf-файлы: Тора. Пророки. Кетувим
- Перевод Пинхаса Гиля, перевод комментария — З. Мешкова, 1999 г. В: Пятикнижие и Гафтарот. Москва — Иерусалим: Гешарим, 1999, ISBN 5-7349-0018-4; другой доступный текст
- Перевод Ф. Гурфинкель. Тора (с комментариями Раши и Сончино)
- Перевод Александра Гендлера, 2012[35]. Масоретский текст Торы с переводом на английский и русский языки
- Перевод Михаила Ковсана, 2015 г., информация об издании
- Перевод Давида Сафронова, 2021 г.,